# NGC 4412
NGC 4412 é uma galáxia espiral barrada (SBb/P) localizada na direcção da constelação de Virgo. Possui uma declinação de +03° 57' 53" e uma ascensão recta de 12 horas, 26 minutos e 36,0 segundos.
A galáxia NGC 4412 foi descoberta em 23 de Fevereiro de 1784 por William Herschel.